# Zoonavena
A Zoonavena a madarak osztályának a sarlósfecske-alakúak (Apodiformes) rendjébe és a  sarlósfecskefélék (Apodidae) családjába tartozó nem.

## Rendszerezésük
A nemet Gregory Mathews írta le 1918-ban, az alábbi 3 faj tartozik ide:
- madagaszkári sarlósfecske (Zoonavena grandidieri)
- São Tomé-i sarlósfecske (Zoonavena thomensis)
- hindu sarlósfecske (Zoonavena sylvatica)

## Előfordulásuk
Dél-Ázsiában, Madagaszkár, São Tomé és Príncipe, valamint a Comore-szigetek területén honosak. Természetes élőhelyeik szubtrópusi és trópusi erdők, valamint mezőgazdasági területek. Állandó, nem vonuló fajok.

## Megjelenésük
Testhosszuk 10-12 centiméter közötti.

## Életmódjuk
Rovarokkal táplálkoznak.